# 新兴镇 (盐城市)
新兴镇是中华人民共和国江苏省盐城市亭湖区下辖的一个镇。
2010年7月25日，江苏省人民政府批复同意撤销永丰镇、新兴镇，将原永丰镇、新兴镇所辖区域合并设立新的新兴镇，镇政府驻新兴集镇迎宾路8号。

## 行政区划
新兴镇下辖以下村级行政区划单位：
西巷社区、新南社区、镇北社区、镇南社区、镇西社区、古河村、三灶村、新永村、双烈村、前营村、甘露村、同心村、新场村、新界村、联盟村、倪杰村、石华村、三里村、永西村、陈台村、洪东村、长春村、方明村和新建村。

## 交通
- 新长铁路、青盐铁路：盐城北站